# Villaquilambre (kommunhuvudort)
Villaquilambre är en kommunhuvudort i Spanien.   Den ligger i provinsen Provincia de León och regionen Kastilien och Leon, i den norra delen av landet, 290 km nordväst om huvudstaden Madrid. Villaquilambre ligger 893 meter över havet och antalet invånare är 17 013.
Terrängen runt Villaquilambre är platt söderut, men norrut är den kuperad. Terrängen runt Villaquilambre sluttar söderut. Runt Villaquilambre är det mycket tätbefolkat, med 2 028 invånare per kvadratkilometer. Närmaste större samhälle är León, 5,3 km söder om Villaquilambre. Trakten runt Villaquilambre består till största delen av jordbruksmark.